# خوزه کلارامونت
خوزه کلارامونت (به اسپانیایی: José Claramunt) بازیکن فوتبال اهل اسپانیا است که از سال ۱۹۶۸ تا ۱۹۷۵ میلادی عضو تیم ملی فوتبال اسپانیا بوده و در ۲۳ بازی ملی حضور داشته‌است. او در بازی‌های ملی‌اش ۴ گل به ثمر رساند.